# مسجد أبو سيفين
مسجد أبو سيفين من مساجد بغداد القديمة، ومن معالم بغداد الأثرية، ولم يعرف على وجه الدقة زمن بناؤه وقيل إنه شيد في عهد الدولة العثمانية، ويقع في نهاية السوق في محلة أبو سيفين وجددت عمارته من قبل مديرية الأوقاف العامة في عام 1388هـ/1968م.
ولقد شيد في هذه المحلة حسين باشا السلاحدار الذي كان والياً على بغداد في عهد الدولة العثمانية سقاية للماء عند المرقد والمسجد المنسوبين إلى الشيخ محمد أبي سيفين، وذلك في عام 1674م، لينتفع منها العامة من الناس والزائرين، وكانت تسمى محلتهُ بمحلة الطاطران، وهي آخر المحلات في عهد الدولة العثمانية التي بقيت معمورة من جهة بغداد الشرقية منذ العصر العثماني، ولقد عرفت هذه السقاية باسم سقاية أبي سيفين، ومحلة أبو سيفين هي محلة من محلات بغداد القديمة، ولا تزال هذه المحلة تعرف بهذا الاسم، وجاءت التسمية نسبة إلى أحد أعيان بغداد، الذي ورد اسمه في قائمة أولياء بغداد في مخطوط كُتب في القرن الحادي عشر، حيث ذكر فيهِ الآتي: (الشيخ محمد أبو سيفين في محلة الطاطران).
وذكر مرتضى زاده في كتابه (جامع الانوار في تراجم الاخيار) بانه لم يقف على ترجمته. الا ان مرقده يزار ومشهود لهُ في أهل بغداد.